# Руссом, Мерон
Мерон Руссом (англ. Meron Russom, род. 12 марта 1987, Асмэра, Эритрея) — эритрейский шоссейный велогонщик.

## Карьера
В 2008 году стал третьим на чемпионате Эритреи в групповой гонке, выступил на Ивуарийском туре мира и чемпионате Африки. В 2009 году отметился двумя топ-3 на этапах Тура Эритреи
В 2010 году на чемпионате Африки стал чемпионом в командной гонке и вторым в групповой гонке. Занял второе место на Туре Ливии, выступил на Туре Руанды. В 2011 выиграл этап и стал вторым на Туре Эритреи, стартовал на Тропикале Амисса Бонго и Туре Алжира. Стал шестым на чемпионате Африки в групповой гонке.
С 2012 по 2014 год выступал за южноафриканскую команду MTN-Qhubeka. В свой первый год два дня лидировал на Тропикале Амисса Бонго, заняв в итоге второе место в общем зачёте. Стартовал на Туре Лангкави, Туре Марокко, Флеш дю Сюд, Волта Португалии. Летом стал вторым на чемпионате Эритреи в индивидуальной гонке. В конце года принял участие на чемпионате мира. 
Перед началом сезона 2013 года его команда получила статус проконтинентальной команды, а Мерон стартовал в новых для себя таких гонках как Хандзаме Классик, Джиро дель Трентино, Тур Баварии, Тур Элк-Грова, Тур Юты, Тур Фьордов, Тре Валли Варезине, Тур Британии, Милан — Турин. Летом снова стал вторым на чемпионате Эритреи в индивидуальной гонке. Осенью сначала выступил на чемпионате мира. Затем принял участие в гонке Мировоого тура UCI — Джиро ди Ломбардия, но не смог её закончить. А в декабре стал чемпионом Африки в командной гонке.
В начале 2014 года выступил на однодневках Вуэльта Майорки, Гран-при Лугано, Гран-при города Камайоре, Страде Бьянке, Рома Максима, но все их не закончил. Был заявлен для участия в Джиро дель Трентино, но не вышел на старт первого этапа. После этого больше в гонках не выступал.

## Достижения
2008
3-й на Чемпионат Эритреи — групповая гонка
4-й на Чемпионат Африки — групповая гонка
2010
 Чемпион Африки — командная гонка (вместе с Ферекалси Дебесай, Даниэль Теклехайманот и Тесфаи Теклит)
 Чемпионат Африки — групповая гонка
2-й на Тур Ливии
2011
Тур Эритреи
1-й в генеральной классификации
2-й этап
6-й Чемпионат Африки — групповая гонка
2012
2-й на Тропикале Амисса Бонго
2-й на Чемпионат Эритреи — индивидуальная гонка
2013
 Чемпион Африки — командная гонка (вместе с Натнаэль Беране, Даниэль Теклехайманот и Мерон Тешоме)
2-й на Чемпионат Эритреи — индивидуальная гонка
8-й Чемпионат Африки — групповая гонка

## Рейтинги
| Год                 | 2009 | 2010 | 2011 | 2012 | 2013  | 2014 |
| ------------------- | ---- | ---- | ---- | ---- | ----- | ---- |
| Африканский тур UCI | 43-й | 31-й | 11-й | 9-й  | 163-й | 90-й |
|                     |      |      |      |      |       |      |
| Источник: UCI       |      |      |      |      |       |      |